# پارامونت ونتیج
پارامونت ونتیج (انگلیسی: Paramount Vantage) شرکت فیلم‌سازی آمریکایی است، که در سال ۱۹۹۸ تأسیس شد.